# سرخرگ طحالی
سرخرگ طَحالی (انگلیسی: Splenic artery) بزرگترین شاخه تنه حفره شکم (تنه سلیاک) است. این سرخرگ  مسیر پرپیچ و خم خود را به سمت چپ در طول کناره فوقانی لوزالمعده طی می‌کند. این سرخرگ از درون رباط طحالی‌کلیوی (اسپلنورنال) (رباطی که بین طحال و کلیه چپ قرار دارد) گذشته و به شاخه‌های متعددی تقسیم می‌شود که به ناف طحال وارد می‌شوند. 
سرخرگ طحالی در هنگام عبور خود از کناره بالایی لوزالمعده، شاخه‌های کوچک متعددی را به منظور خونرسانی گردن، تنه و دم لوزالمعده می‌فرستد. با رسیدن آن به طحال، سرخرگ‌های معدی کوتاه از آن جدا می‌شوند که به عبور از رباط معدی‌طحالی (گاسترواسپلنیک)، تغذیه طاق معده (فوندوس) را به عهده می‌گیرند. همچنین سرخرگ معدی‌چادرینه‌ای (گاسترواومنتال) چپ از آن جدا می‌شود که در طول خم بزرگ معده به سمت راست رفته و با سرخرگ معدی‌چادرینه‌ای راست بازپیوسته می‌شد.